# Asplenium spannagelii
Asplenium spannagelii är en svartbräkenväxtart som beskrevs av Sehnem. Asplenium spannagelii ingår i släktet Asplenium och familjen Aspleniaceae. Inga underarter finns listade.